# Pastoría, Veracruz
Pastoría är en ort i Mexiko.   Den ligger i kommunen Tantoyuca och delstaten Veracruz, i den sydöstra delen av landet, 240 km norr om huvudstaden Mexico City. Pastoría ligger 111 meter över havet och antalet invånare är 198.
Terrängen runt Pastoría är platt. Runt Pastoría är det ganska tätbefolkat, med 72 invånare per kvadratkilometer. Närmaste större samhälle är Tantoyuca, 15,2 km sydost om Pastoría. Omgivningarna runt Pastoría är en mosaik av jordbruksmark och naturlig växtlighet.